# Carlton, Leicestershire
Carlton är en civil parish i Storbritannien.   Den ligger i grevskapet Leicestershire och riksdelen England, i den södra delen av landet, 150 km nordväst om huvudstaden London.